# Trieux (rzeka)
Trieux – rzeka we Francji, przepływająca przez teren departamentu Côtes-d’Armor, o długości 71,8 km. Uchodzi do kanału La Manche. 
Trieux przepływa przez miasta Guingamp, Pontrieux i Lézardrieux.